# Duché de Bohême
v. 872 – 1198
Entités précédentes :
- Grande-Moravie

Entités suivantes :
- Royaume de Bohême

Le duché de Bohême (en tchèque : České knížectví, en allemand : Herzogtum Böhmen) était un duché médiéval qui émergea vers la fin du IXe siècle sous le règne du duc Bořivoj († v. 889), issu de la dynastie des Přemyslides. Faisant initialement partie de la principauté de Grande Moravie, le duché obtint son indépendance sous les fils de Bořivoj, Spytihněv et Vratsilav ; en 895, Spytihněv a placé son territoire sous la protection d'Arnulf, roi de Francie orientale.
En partant de leur résidence à Prague et à Levý Hradec en Bohême centrale, la sphère d'influence des Přemyslides peu de temps après occupait entièrement les régions de Bohême et de Moravie. Bořivoj et son épouse Ludmila furent baptisés et le christianisme se répandit rapidement dans leur territoire par l'action des « Apôtres des Slaves », Cyrille et Méthode. Le petit-fils de Bořivoj, le duc Venceslas de Bohême (Good King Wenceslas) a été assassiné en 935 par son frère Boleslav ; il est vénéré comme saint patron du pays. En 973, le duc Boleslav II et l'empereur Otton Ier ont établi un évêché bohémien indépendant dont l'évêque serait basé à l'église de Saint-Vit à Prague. Le début du XIe siècle a été ponctué de nombreux affrontements avec les souverains polonais de la maison Piast.
En 1198, sous le règne d'Ottokar Ier, le duché  de Bohême est érigé en royaume de façon durable, confirmé par l'empereur Frédéric II avec la Bulle d'or de Sicile en 1212. Aujourd'hui, la région historique de la Bohême fait partie de la République tchèque.

## Géographie

Les domaines des ducs de Bohême (en beige) à côté des « duchés ethniques » de la Germanie (en vert) vers l'an mil.

Le duché se trouve en Europe centrale, protégé par les systèmes montagneux du massif de Bohême, entourant les vallées de l'Elbe et la Vltava (Moldau). Au nord-est, les Sudètes forment la frontière avec la Silésie, faisant partie du royaume de Pologne. Au nord-ouest, les monts Métallifères le séparent du territoire de la marche de Misnie (l'actuel Land de Saxe avec la Haute-Lusace). Au sud-ouest, la Forêt de Bohême marque la frontière avec le duché de Bavière et le margraviat d'Autriche (Waldviertel).
À l'est, les monts de Bohême-Moravie, une longue chaîne de collines, forme la frontière géographique entre la Bohême et la Moravie ; un territoire qui a également été dominé par les ducs à partir de 1029 et qui est erigé en margraviat en 1182.

## Histoire
La désignation de Bohême (en tchèque : Čechy), du nom de peuple celte des Boïens, a été mentionnée dans les sources franconiennes pour la première fois au IXe siècle. En 805/806, les troupes de l'empereur Charlemagne envahissent la région et soumettent les tribus slaves. À l'époque de Bořivoj, le duché fait partie de la principauté de Grande-Moravie sous le gouvernement des Mojmirides. En 874, après de longs conflits avec la Francie orientale, le grand-prince Svatopluk Ier conclut un accord avec le roi Louis le Germanique à Forchheim, ce qui lui permit de reprendre le contrôle de la Bohême.

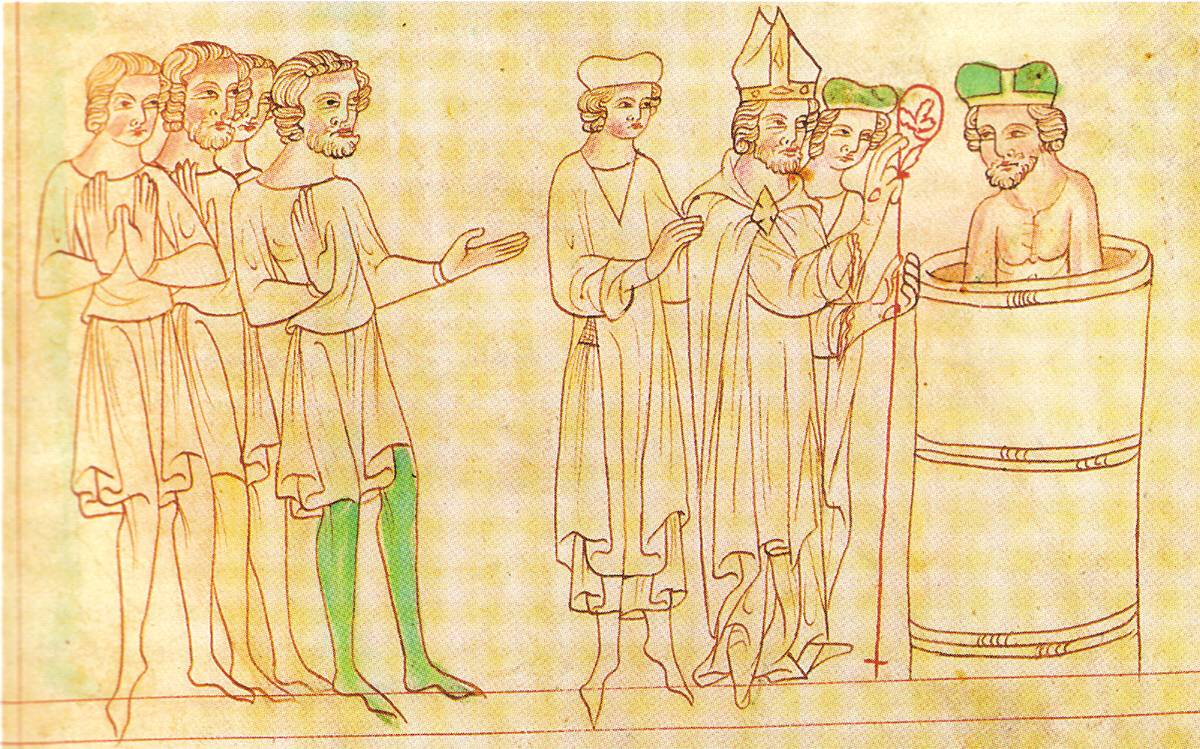
Le baptême de Bořivoj, de la bible de Velislav (XIVe siècle)

Bořivoj est le premier duc attesté par des documents historiques, mentionné pour la première fois en 872. Selon les chroniques de Cosmas de Prague, il fut baptisé avec son épouse Ludmila vers 883, probablement par saint Méthode, et a peu après posé la première pierre de la construction du château de Prague sur la colline de Hradčany. À son décès vers l'an 889, Svatopluk de Grande-Moravie régnait sur la Bohême pour le compte de ses enfants mineurs. Le fils aîné de Bořivoj, Spytihněv, a obtenu l'indépendance et prêta serment de fidélité au roi carolingien Arnulf de Carinthie à Ratisbonne en 895. La Grande-Moravie s'était écroulée vers l'an 906 pendant l'incursion des Magyars sous le grand-prince Árpád de Hongrie.
Les Přemyslides ne régnaient tout d'abord que sur les domaines centraux autour de Prague et Levý Hradec. Partant de la Bohême centrale, leur sphère d'influence s'est rapidement élargie jusqu'au duché de Bavière à l'ouest. Le duc Venceslas Ier, petit-fils de Bořivoj, a dû se soumettre au roi Henri Ier de Germanie; après son assassinat en 935 (ou 929), son frère Boleslav réussit à retirer le pouvoir aux chefs traditionnels et à établir un pouvoir central réel.
Pour maintenir des forces armées, les ducs de Bohême appliquent une politique des expansions à la Silésie et à la Petite-Pologne au nord, en provoquant des conflits avec les souverains Piast. L'esclavage des chrétiens sous la responsabilité de Boleslav II déclencha un affrontement avec l'évêque Adalbert de Prague (Vojtěch), dont la famille est massacrée par les adeptes du duc en 995. En 1002, les forces de Boleslas Ier de Pologne marchèrent dans la Bohême, ils ont renversé le règne du duc Boleslav III en plaçant Vladivoj sur son trône à Prague. En échange, Jaromir, frère de Boleslav III, doit payer le soutien royal à son accession au trône par le resserrement des liens entre le duché et le Saint-Empire romain.
Le duc Ulrich de Bohême (Oldřich), régnant de 1012 à 1034, pourra finalement incorporer la Moravie à l'est, conquise par son fils illégitime Bretislav en 1029 ; néanmoins, les possibilités d'expansion des Přemyslides ont été épuisées. Les ducs commençaient à s'appuyer sur un système des châteaux pour l'imposition de taxes et de contributions.
Pendant la querelle des Investitures, en 1085, le duc Vratislav II a reçu pour la première fois la dignité royale de Henri IV du Saint-Empire ; néanmoins, ce titre n'a rien d'héréditaire.
En 1108, le frère du roi de Pologne, Zbigniew, est banni du pays et il s'enfuit dans le Saint-Empire. La Pologne commence une campagne contre la Bohême tandis que la Hongrie est en guerre avec Henri V. Celui-ci perd la guerre. Il s'allie à au duc Svatopluk et déclare la guerre à la Pologne en 1109 pour rétablir Zbigniew au pouvoir. La Pologne finit par gagner la guerre.
Finalement, le royaume a été officiellement créé en 1198 par Ottokar Ier de Bohême. L'accroissement du pouvoir des Přemyslides et la position privilégiée des rois de Bohême dans le Saint-Empire romain sont déterminantes pour la suite de l'histoire tchèque.

## Économie
L'extraction d'étain et d'argent a commencé dans les monts Métallifères au début du XIIe siècle.